# 东北日报
《东北日报》是中国共产党在东北解放区（以及之后的东北行政区）创办的一份日报，1945年11月1日创刊，1954年8月31日停刊，其后在其基础上创办了《辽宁日报》。《东北日报》是中共中央东北局机关报，也是中共创办的第一份大区级报纸。

## 历史
1945年9月底，中共中央东北局在沈阳成立，由彭真担任东北局书记，彭真派李常青筹办《东北日报》。当时东北局提出“二万干部、十万兵、一张报纸”的口号，其中“一张报纸”即是指《东北日报》。1945年11月1日，《东北日报》在沈阳正式创刊，为四开四版的小型报纸，头条消息为《国共商谈获重要成就 毛泽东飞返延安》。创刊号由于校对疏忽，错把社址山海关印成了“海关山”，创刊时间错印成“中华民国三十四年十一月十日”。报头最初由吕正操题写，1946年4月28日改为毛泽东专门题写的报头。
《东北日报》创刊初期，面临了一系列困难：受制于国民政府与苏联方面的协议，中共无法在沈阳公开办报，创办初期的《东北日报》自然也无法公开活动，报社地址不能公开，只能在报纸上自称在“山海关”发行，报社办公地点对外也只能挂“文化社”、“辽宁省教材编审处”等牌子掩人耳目，以尽量避免苏军和国民党等势力的干扰。发行范围限于沈阳市内和邻近地区。印刷厂设在驻沈阳的冀热辽军区司令部大院的敷岛小学堂，经上级协助交涉，苏联红军沈阳警备司令部拨给了柏内洋行仓库里的10卡车新闻纸和油墨。由于1945年11月中旬国军攻占了山海关，出刊第17期时才被迫把社址改为沈阳。另外，早期的《东北日报》只能以关内中共解放区的报纸作为消息来源，时效性往往大打折扣；之后报社有了自己的电台，报纸上才能及时登出新华社的电讯。
早期《东北日报》主要负责人如下：
- 社长：李常青/李荒
- 副社长：廖井丹（延安干部）/殷参
- 总编辑：李荒
- 编辑主任：王大任
- 编辑：宋平
- 印刷厂负责人：陈景行
- 新华社驻沈阳记者：陈陇（吴冷西）

随着时局变化，《东北日报》先后进行了四次战略转移。1945年11月23日，应苏军的要求，《东北日报》跟随东北局撤出沈阳，此时在沈阳出完第21期。到达本溪后于12月5日复刊。在本溪办到1946年2月2日，共出了40期日报和8期号外。在海龙县（今梅河口市）办报从1946年2月7日起，到4月22日止。1946年3月，《东北日报》副刊创刊，并吸纳了萧军、刘白羽、周立波、丁玲、艾青等一大批从延安来到东北解放区工作的作家以及穆青、范敬宜等著名记者，一时成为东北文坛的主要阵地之一。漫画家华君武也在《东北日报》发表了大量讽刺蒋介石及國民政府的漫画，国民党特务组织因此以“侮蔑领袖”的罪名将其列入暗杀名单。1946年4月28日《东北日报》在长春复刊，并开始使用毛泽东的题字作报头。1946年5月28日在哈尔滨复刊。1946年12月18日更换毛泽东亲自写的新报头。
1948年11月，辽沈战役结束，中共军队完全占领东北，《东北日报》于1948年12月12日迁回沈阳。1954年8月31日，《东北日报》随着中共中央东北局和东北大行政区的撤销而停刊，次日《辽宁日报》在原《东北日报》的基础上创刊，成为中共辽宁省委机关报。